# Homogyna sanguipennis
Homogyna sanguipennis is een vlinder uit de familie wespvlinders (Sesiidae), onderfamilie Sesiinae.
Homogyna sanguipennis is voor het eerst wetenschappelijk beschreven door Meyrick in 1926. De soort komt voor in het Afrotropisch gebied.